# Synasterope extrachelata
Synasterope extrachelata är en kräftdjursart. Synasterope extrachelata ingår i släktet Synasterope och familjen Cylindroleberididae. Inga underarter finns listade i Catalogue of Life.